# Замахи на Фіделя Кастро
Замахи на Фіделя Кастро, які нібито мали місце з моменту його приходу до влади на Кубі в 1959 році і до 2000 року. 
Один з охоронців Кастро, Хуан Рейнальдо Санчес (ісп. Juan Reinaldo Sánchez), у своїй книзі «Таємне життя Фіделя Кастро» стверджує, що на вождя кубинської революції було скоєно від 100 до 200 замахів. За твердженнями таблоїдів, що повторюють кастрівську пропаганду, замахів було 638. Жоден з так званих замахів не завдав Кастро ні фізичної, ні моральної шкоди. Жодних даних в ЗМІ про схоплених або засуджених злочинців. Факти спроб проведення деяких замахів досі залишаються сумнівними.